# Volet sémantique
L'élaboration d'un cadre commun d'interopérabilité est menée par de nombreuses administrations au niveau européen et international. Ces travaux comportent souvent un volet sémantique.
En effet, quelle que soit la technique utilisée, il sera nécessaire pour se comprendre lors d'un échange, de s'accorder au préalable sur la définition de concepts communs, et éventuellement de valeurs ou de la représentation de certains composants. 
Le problème semble évidente lorsqu'il s'agit d'échanger entre deux pays qui ne parlent pas la même langue. Ce problème est similaire lorsque deux systèmes d'information doivent inter-opérer.
Quelques exemples ou démarches pratiques éclaireront les difficultés à résoudre.[style à revoir]

## Le volet sémantique duRéférentiel général d'interopérabilitéfrançais
Le Référentiel Général d’Interopérabilité (RGI) français a pour objet est de fixer les règles techniques permettant d’assurer l’interopérabilité de tout ensemble de moyens destinés à élaborer, traiter, stocker ou transmettre des informations faisant l’objet d’échanges par voie électronique entre autorités administratives et usagers ainsi qu’entre autorités administratives.
L'une des composantes du RGI traite de l’interopérabilité sémantique entre composantes ou systèmes d’information hétérogènes et dans les systèmes d’échanges. Elle concerne le contenu informationnel et sa compréhension par les différents partenaires : définition et normalisation des données et métadonnées, choix des référentiels ou ressources de référence qui seront mis en œuvre par tous : répertoires d’identification, bases de données, nomenclatures et listes de valeurs. Les spécifications d’interopérabilité sémantique définissent un langage commun permettant aux applications des systèmes d’information participants d’interpréter de façon homogène la nature et les valeurs des données transmises et de les réutiliser sans erreur ou perte d’information.
L’attente des destinataires et des bénéficiaires du RGI porte sur la définition de vocabulaires métier s'appuyant sur XML :
« Le développement de vocabulaires XML est très spécialisé et sectoriel : hrxml (ressources humaines), xbrl (reporting)… sont autant d'exemples qui mettent en avant la réponse à des besoins bien ciblés sans entrer dans une coûteuse et impossibles interopérabilité intersectorielle. ». 
L’utilisation des outils de base élaborées par l’UN/CEFACT par les langages sectoriels devrait rester une priorité sans être une obligation compte tenu des contraintes que cela impose à un projet et de l’impact sur son calendrier de mise en œuvre.

### Le RGI et les normes ISO dans le domaine des métadonnées
Concernant les métadonnées, qui sont essentielles pour l'interopérabilité informatique, le RGI mentionne la norme ISO 14721 sur l'archivage (OAIS), et quelques aspects de la norme ISO/CEI 11179 sur les registres de métadonnées.

### le RGI et l'UN/CEFACT
La DGME, Edifrance et la DGE ont coopéré avec l'UN/CEFACT, organisme de l'ONU qui tient le registre ebXML, sur les questions relatives à la normalisation :
- Règles relatives aux Types de Données (DT) :
- Présentation des Composants Communs du CEFACT-ONU :
- Groupes internationaux de normalisation des échanges de données pour l’administration électronique :

La coopération avec Edifrance permet de rassembler et de former plusieurs dizaines de milliers de membres du secteur public et privé pour faire avancer l'EDI professionnelle en France (EDIFACT et XML).
L'UNCEFACT n'est pas le seul organisme à œuvrer dans le domaine. Par conséquent la Version 2 du RGI comprendra notamment des compléments dans le domaine de la sémantique et au chantier relatif aux métadonnées.

### Le RGI et le Modèle des Données Communes
Le Modèle des Données Communes est le résultat d'un travail conduit avec les partenaires des secteurs publics pour définir une sémantique commune (composants de base réutilisables) servant à la définition des flux d'information à échanger.
À l'origine, la démarche a pour vocation d'identifier les éléments communs aux procédures administrative dans la relation usager/administration. Les fameux nom, prénoms, âge, sexe, adresse… qui sont commun à de nombreux formulaires et qui peuvent donc faire l'objet d'une démarche de modélisation avancé. Il est en effet envisageable d'aller assez loin dans une logique de simplification des démarches administratives dématérialisée et de recommander des caractéristiques communes à ces composants, leurs attributs et leurs propriétés (longueur, listes de valeurs…).
Cette démarche évolue aujourd'hui pour s'étendre vers les modèles métier. 
Ce modèle utilise les diagrammes de classes UML.
Voir : Modèle des données communes
Le MDC est basé sur la bibliothèque de composants communs CCL1.0 du CCTS version 2.01, selon un schéma de correspondance Composant Commun-Composants transversaux, et une correspondance concepts UML-concepts issus de la CCTS.
Le Modèle des Données Communes est un élément du volet sémantique du RGI.